# Roger Besson
Roger Besson, né le 2 décembre 1888 et mort le 23 novembre 1970, est un homme politique français.

## Décorations
- Officier de l'ordre du Mérite touristique (1954)[1]
- Médaille d'honneur départementale et communale, échelon or (1960)[2]

## Détail des fonctions et des mandats
Mandat parlementaire
- 23 septembre 1962 - 23 novembre 1970 : Sénateur de l'Allier